# تروزدیل (میزوری)
تروزدیل، میسوری (به انگلیسی: Truesdale, Missouri) یک شهر در ایالات متحده آمریکا است که در میزوری واقع شده‌است.

## خصوصیات
تروزدیل ۳٫۳۴ کیلومترمربع مساحت و ۷۳۲ نفر جمعیت دارد و ۲۶۲ متر بالاتر از سطح دریا واقع شده‌است.